# Siodłowice
Siodłowice – wieś w Polsce położona w województwie dolnośląskim, w powiecie ząbkowickim, w gminie Ząbkowice Śląskie.
Do 2023 r. miejscowość była przysiółkiem wsi Szklary.
W latach 1975–1998 miejscowość administracyjnie należała do województwa wałbrzyskiego.